# Batalla de la lira
La batalla de la lira fue una política económica llevada a cabo por los fascistas en Italia durante la década de 1920 como un intento de plantear las demandas de que Italia se convirtiera en una gran potencia.

## Antecedentes
Cuando Benito Mussolini asumió el cargo de Primer Ministro de Italia en 1922, la economía estaba en un mal estado después de la Primera Guerra Mundial. Entre 1922 y 1925, la situación financiera y económica generalmente mejoró y esto ayudó a aumentar el poder de Italia, que se esforzó por ser uno de los principales países del mundo.
Italia quería restaurar parte de su poder adquisitivo. Pero para que esto sucediera, era vital que tuvieran una moneda fuerte, la lira. Mussolini consideró que una lira débil se vería mal para el país al presentar a Italia como una gran potencia en Europa y Estados Unidos.

## Detalles

### Objetivos
La política tenía varios objetivos. Estos comprendían:
- Fijar la lira a razón de 90 (Quota 90) a la libra esterlina (£).
- Reducir la inflación.
- Confirmar la imagen del fascismo trayendo estabilidad.
- Mostrarle al mundo que Italia podría ser una gran fuerza, con una moneda fuerte.

En octubre de 1922 (cuando Mussolini se convirtió por primera vez en primer ministro), 90 liras a £1 (libra esterlina) había sido la tasa prevaleciente, pero había disminuido bruscamente, llegando incluso a 150 liras a £1 en 1926.

### Acciones
La política se confirmó en el discurso de Pésaro el 18 de agosto de 1926 y se le dio el nombre de Quota 90, en referencia al valor que querían lograr.

## Resultados
La revaluación golpeó el comercio de exportación de Italia, pero al hacer las importaciones más baratas, benefició a las industrias pesadas, como el acero y los productos químicos, que dependían de las materias primas importadas. Más tarde, estas industrias proporcionaron la base para una industria de rearme expandida y apoyaron la política exterior "activa", que se convirtió en la principal característica del estado fascista. Los aranceles sobre las importaciones indeseables, como los bienes de consumo y los productos alimenticios, mantuvieron su alto precio y la demanda restringida, protegiendo la política de batalla del trigo de Mussolini. Sin embargo, los trabajadores italianos fueron presionados para aceptar recortes salariales para igualar el nuevo valor de la lira hasta el punto en que los salarios cayeron más que los precios de los alimentos y el nivel de vida de los italianos de clase trabajadora disminuyó rápidamente.